# Paulo Jorge Duarte
Paulo Jorge Duarte (Massarelos, 6 de Abril de 1969) é um ex-futebolista e actualmente treinador de futebol do Al-Kholood, da Arábia Saudita.

## Carreira
Durante a sua carreira como profissional actuou em várias equipas do principal escalão do futebol português. Pouco depois de ter terminado a carreira de jogador na União de Leiria, foi anunciado como treinador da equipa. Após curta estadia no cargo foi anunciado como treinador da Seleção Burquinense de Futebol.
Em Junho de 2009 foi anunciado também como treinador do Le Mans, do campeonato francês, acumulando com o cargo de seleccionador de Burkina Faso.
Em abril 2015 Paulo Duarte entrou para a CS Sfaxien após a renúncia de Ghazi Ghrairi.
Em 2016 assumiu novamente a seleção de Burkina Faso, até sair para treinar o 1º de Agosto em 2019. Em 2021, tornou-se selecionador do Togo, saindo passados três anos para assumir o cargo de treinador principal do Al-Kholood, da Arábia Saudita, para a época 2024/25. 